# Meneghino (treno)
I treni Meneghino sono elettrotreni interoperabili per metropolitane della famiglia MNG (acronimo per Metropolitana di Nuova Generazione) prodotto da AnsaldoBreda e da Firema per la Metropolitana di Milano, dove circolano sulle linee M1, M2 ed M3.

## Storia

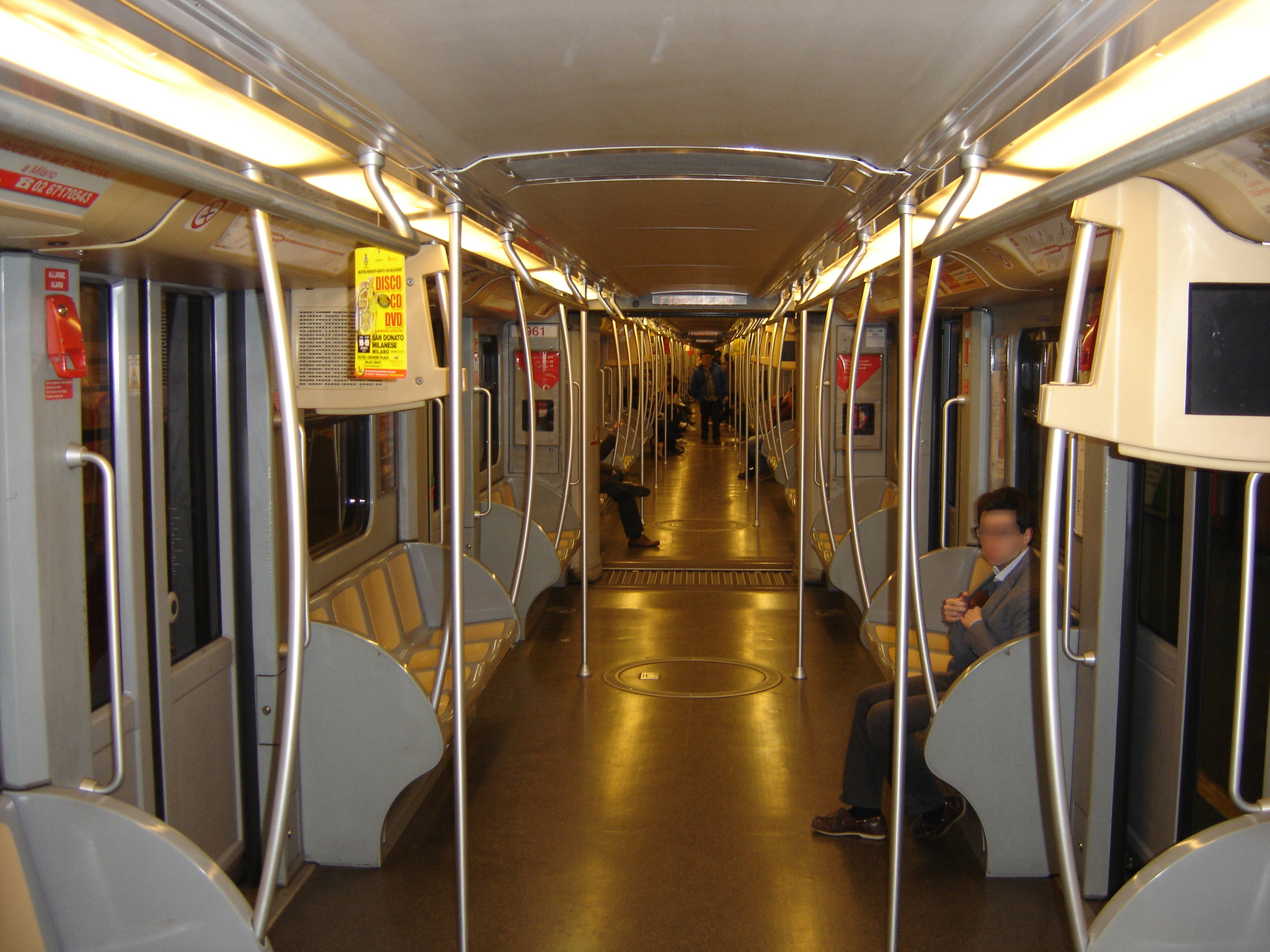
Interno del treno

Il convoglio nacque su commissione dell'ATM Azienda Trasporti Milanesi per il rinnovo dei rotabili delle linee della metropolitana. Il soprannome fu coniato interponendo alle tre lettere dell'acronimo MNG (Metropolitana di Nuova Generazione, vero nome del convoglio) le vocali e ed aggiungendo in finale le sillabe -hino per ottenere il termine MeNeGhino (Meneghino è il nome della maschera tipica del carnevale milanese, diventato sinonimo per antonomasia dell'aggettivo "milanese"). 
Il progetto scelto, quello elaborato congiuntamente da Firema e Ansaldobreda, fu presentato il 19 marzo 2009 sulla linea M1, dopo una serie di test e corse di addestramento. Il primo convoglio entrò in servizio seguito da altri 3 ogni mese fino al completamento della fornitura, con estensione anche alle altre linee, per un totale di 42 elettrotreni. La fornitura dei 42 convogli ordinati era previsto si concludesse nel giugno 2010. Nel mese di marzo 2009 entrò in servizio il primo Meneghino sulla linea M3, nella tratta Maciachini-San Donato, mentre nel luglio 2009 il nuovo treno approdò anche sulla linea M2, nella tratta Gessate-Abbiategrasso. Nel 2010 sono stati acquistati altri 4 Meneghino per la linea M2. 

## Caratteristiche

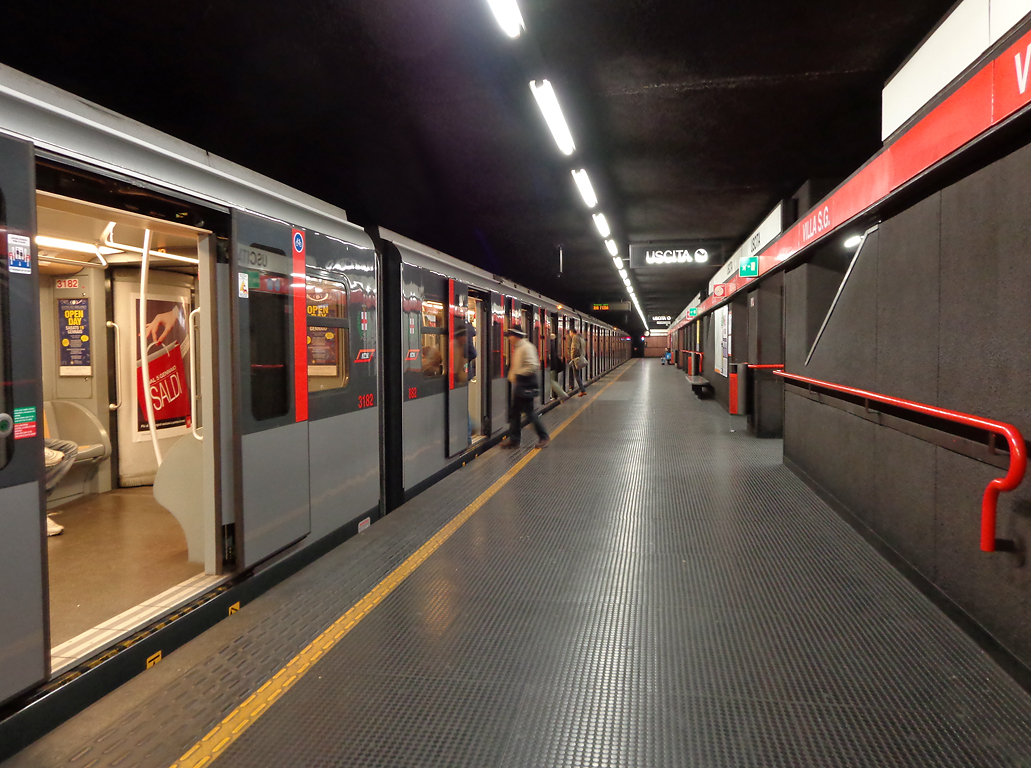
Treno Meneghino della linea M1 in sosta a Villa San Giovanni

Il treno è modulare e composto di una coppia di unità di trazione, permanentemente accoppiate, composte ciascuna di tre casse di cui due di trazione (fornite ciascuna di 4 motori) e una rimorchiata semipilota con cabina di guida. Ogni convoglio risulta quindi composto di 6 casse, con una lunghezza complessiva di circa 105 m; le unità sono, nell'ordine, Rp-M1-M2-M2-M1-Rp, in cui Rp=Rimorchiata pilota, M1 ed M2=Motrici.
La potenza complessiva di ciascuna unità di trazione è di 1280 kW. Il controllo di potenza è attuato mediante inverter a IGBT-VVVF. 
È stato progettato per l'interoperabilità, potendo essere alimentato alla tensione di 750 volt (linea M1) oppure a quella di 1500 volt (linee M2 ed M3), potendo sfruttare differenti sistemi di captazione (pantografo sulle linee M2 ed M3, terza rotaia sulla linea M1) e potendo sfruttare i differenti sistemi di segnalamento e gestione del traffico in uso sulle tre linee. 
È in grado di recuperare energia elettrica durante la frenatura fino ad una percentuale prossima al 50% e dotato di un avanzato sistema di controllo e sicurezza di marcia; gli esemplari sono provvisti anche di un sistema di frenatura con la possibilità di arresto a bersaglio in banchina. Mentre sulla linea M2 la condotta dei treni è ancora manuale e basata sui segnali luminosi, sulle linee M1 ed M3 tutte le informazioni necessarie alla condotta del treno vengono inviate via terra o radio, la marcia è normalmente automatizzata ed i conducenti devono solamente aprire e chiudere le porte e fornire il consenso alla partenza, rimanendo pronti ad intervenire manualmente in caso di imprevisti o malfunzionamenti del sistema automatico.
La composizione adottata, intercomunicante ad ambiente unico con tutte le unità climatizzate, presenta complessivamente 48 porte scorrevoli per ogni treno, 8 per ogni vagone, equamente distribuite tra i due lati. Gli ambienti, in conformità alle più recenti norme di sicurezza, sono videosorvegliati e dotati di un sistema informativo audio e video digitale con monitor a LCD in comparto.
I treni del 2º lotto non presentano sostanziali differenze, tranne per la disposizione delle velette interne nella 2ª e 5ª vettura, poste in maniera analoga ai successivi treni Leonardo.